# خورخي سيجا
خورخي سيجا (بالإنجليزية: Jorge Siega)‏ هو لاعب كرة قدم أمريكي في مركز الهجوم، ولد في 3 أبريل 1947 في Cotiporã ‏ في البرازيل. شارك مع منتخب الولايات المتحدة لكرة القدم. أما مع النوادي، فقد لعب مع نيويورك كوسموس وواشنطن ويبس.

## وصلات خارجية
- خورخي سيجا على موقع قاعدة بيانات كرة القدم.إي يو (الإنجليزية)
- خورخي سيجا على موقع ناشيونال فوتبول تيمز (الإنجليزية)